# Lamposaari (ö i Mellersta Finland, Jyväskylä, lat 62,49, long 26,24)
Lamposaari är en ö i Finland. Den ligger i sjön Kynsivesi och Leivonvesi och i kommunen Hankasalmi i den ekonomiska regionen  Jyväskylä ekonomiska region  och landskapet Mellersta Finland, i den centrala delen av landet, 270 km norr om huvudstaden Helsingfors. Öns area är 5,6 hektar och dess största längd är 390 meter i nord-sydlig riktning.